# Petersplatz

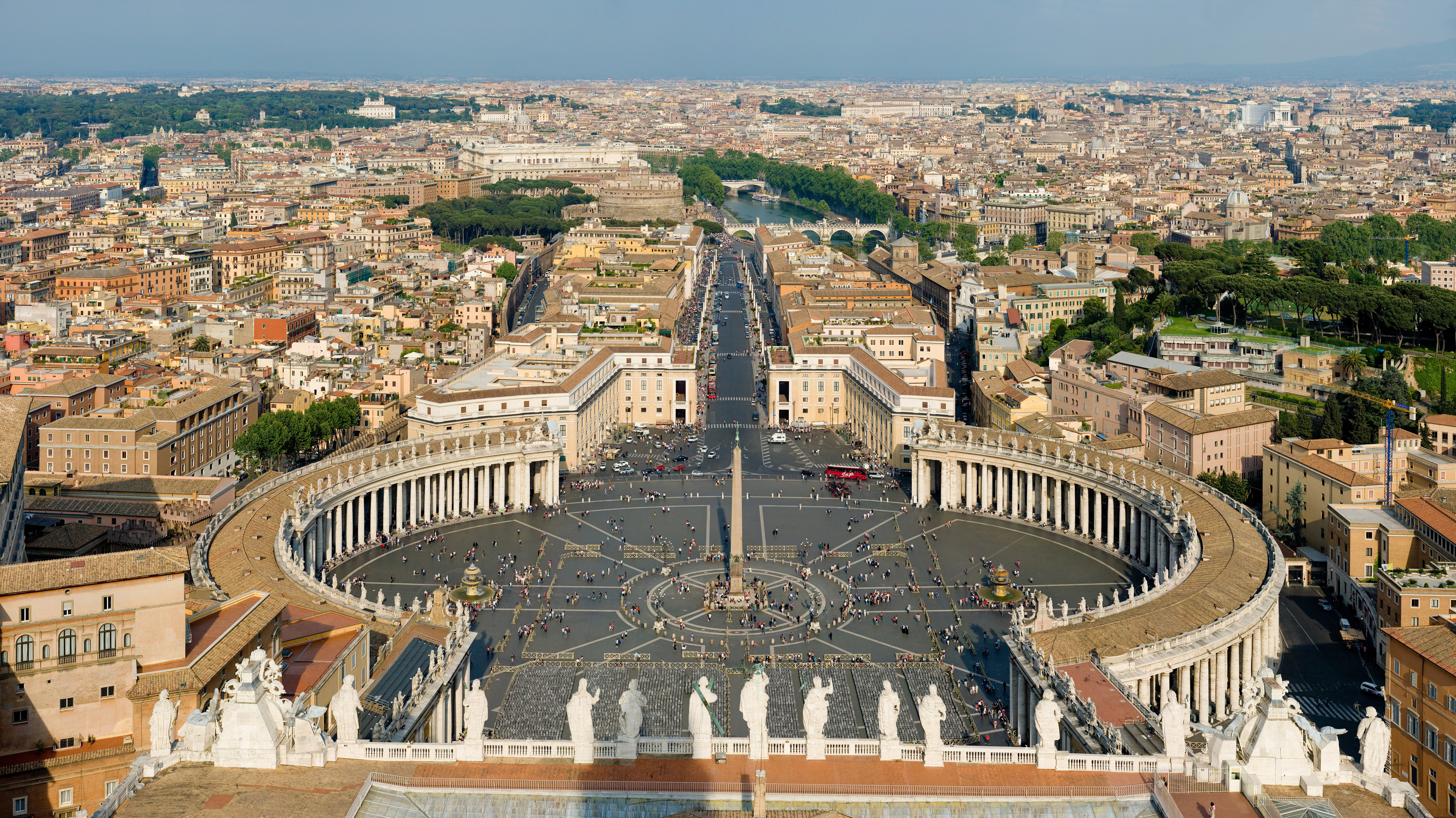
Petersplatz und Via della Conciliazione von der Kuppel des Petersdoms aus gesehen

Der Petersplatz (italienisch Piazza San Pietro) wurde von Gian Lorenzo Bernini zwischen 1656 und 1667 unter Papst Alexander VII. (1655–1667) vor dem Petersdom in Rom angelegt. Der Petersplatz ist Teil des Territoriums der Vatikanstadt. Die Kolonnaden bilden die Staatsgrenze zwischen der Vatikanstadt und Italien.

## Architektur

### Grundriss
Der Platz besteht aus zwei Teilen, wobei nur der vom Petersdom aus gesehen zweite als Petersplatz im engeren Sinn gilt:
1. Der trapezförmige Platz (Piazza Retta) nach dem Vorbild des Kapitolsplatz von Michelangelo, der die Fassade von Maderno optisch näherrücken sollte und abschüssig angelegt wurde, um allen den Blick auf den Vorplatz zu ermöglichen, auf dem die religiösen Feiern abgehalten werden. (Größe ca. 12.300 m²)
2. Der ellipsenförmige Platz (der eigentliche Petersplatz), der auf zwei Seiten von halbrunden Säulengängen eingeschlossen ist. Bernini beschrieb seine Intention so:

„Da die Kirche Petri sozusagen die Mutter aller anderen Kirchen ist und sie daher Kolonnaden haben muss, die wie mit mütterlich ausgebreiteten Armen die Katholiken aufnehmen, um sie in ihrem Glauben zu bestärken, und die Häretiker, um sie in der Kirche wiederzuvereinen, sowie die Ungläubigen, um sie zum wahren Glauben zu erleuchten.“

Die größte Breite beträgt 240 Meter, die Tiefe 340 Meter. Der ganze Platz ist damit ca. 35.300 m² groß (also 3,53 Hektar).

### Architektonische Gliederung und Ausstattung

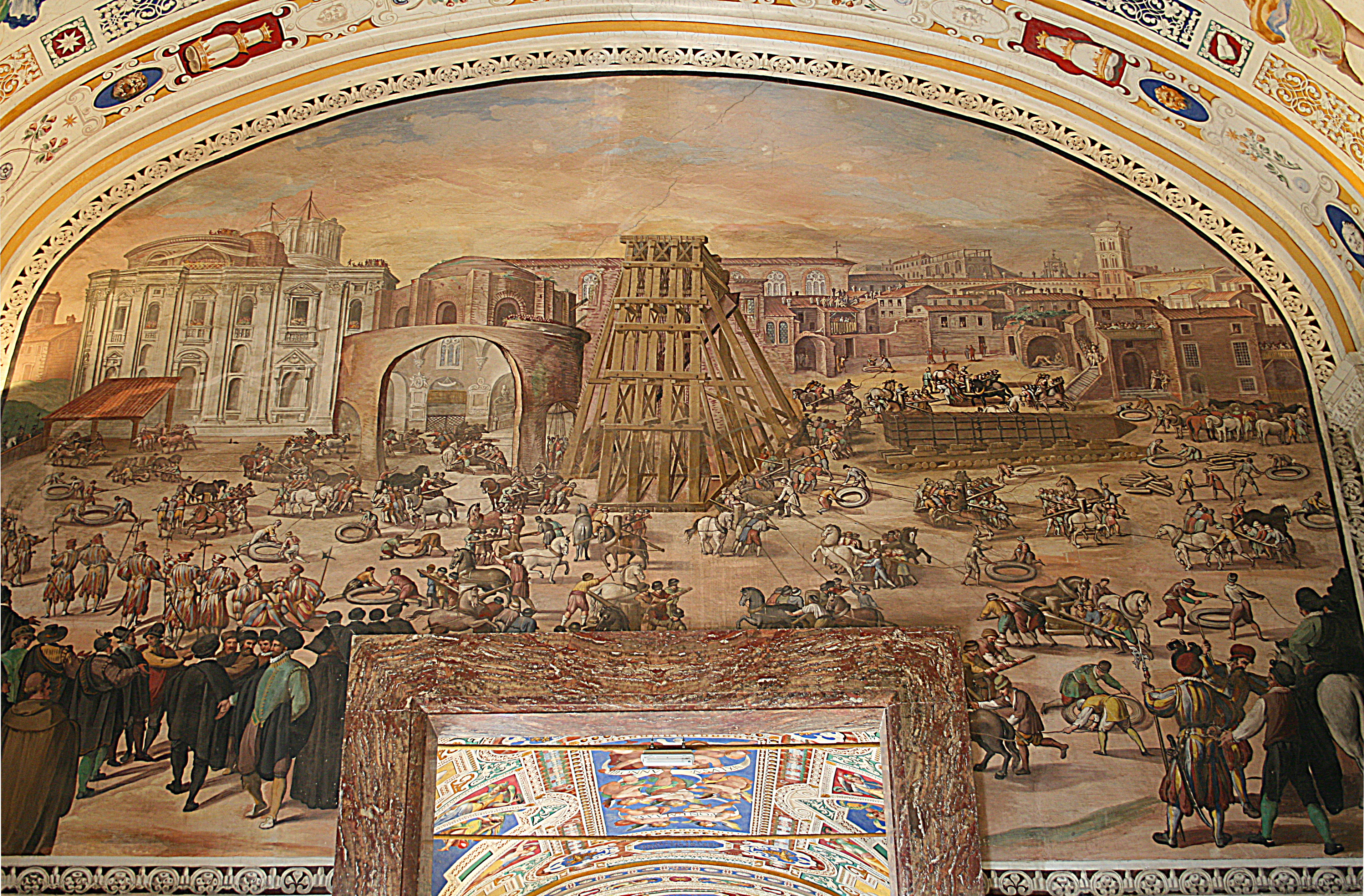
Aufstellung des Obelisken auf dem Petersplatz im Jahr 1586

Die Kolonnaden bestehen aus 284 fünfzehn Meter hohen Säulen toskanischer Ordnung, die vierreihig angeordnet sind. Auf der Brüstung erheben sich 140 Heiligenstatuen in einer Größe von je 3,2 Meter.
Die Pflasterung des Platzes senkt sich zur Mitte hin, so dass die versammelte Menschenmenge überschaut werden kann. Im Zentrum (3,8 Meter nördlich der Längsachse) erhebt sich der vatikanische Obelisk. Dieser Obelisk stand vorher im Circus des Nero.
Der nördliche Brunnen auf der Piazza ist ein Werk von Carlo Maderno (1613), der südliche ein Werk von Carlo Fontana (1675).
Zwischen den Brunnen und dem Obelisken markieren zwei runde Marmortafeln im Pflaster die Ellipsenbrennpunkte. Von dort aus sieht man die Säulen in einer Reihe stehen. Nach dem Vorbild der beiden Wasserspiele und nach Plänen von Friedrich von Gärtner wurden zwischen 1842 und 1844 zwei Brunnen auf dem Geschwister-Scholl-Platz in München errichtet, die oft als Römische Brunnen bezeichnet werden.

## Geschichte des Petersplatzes

### Antike

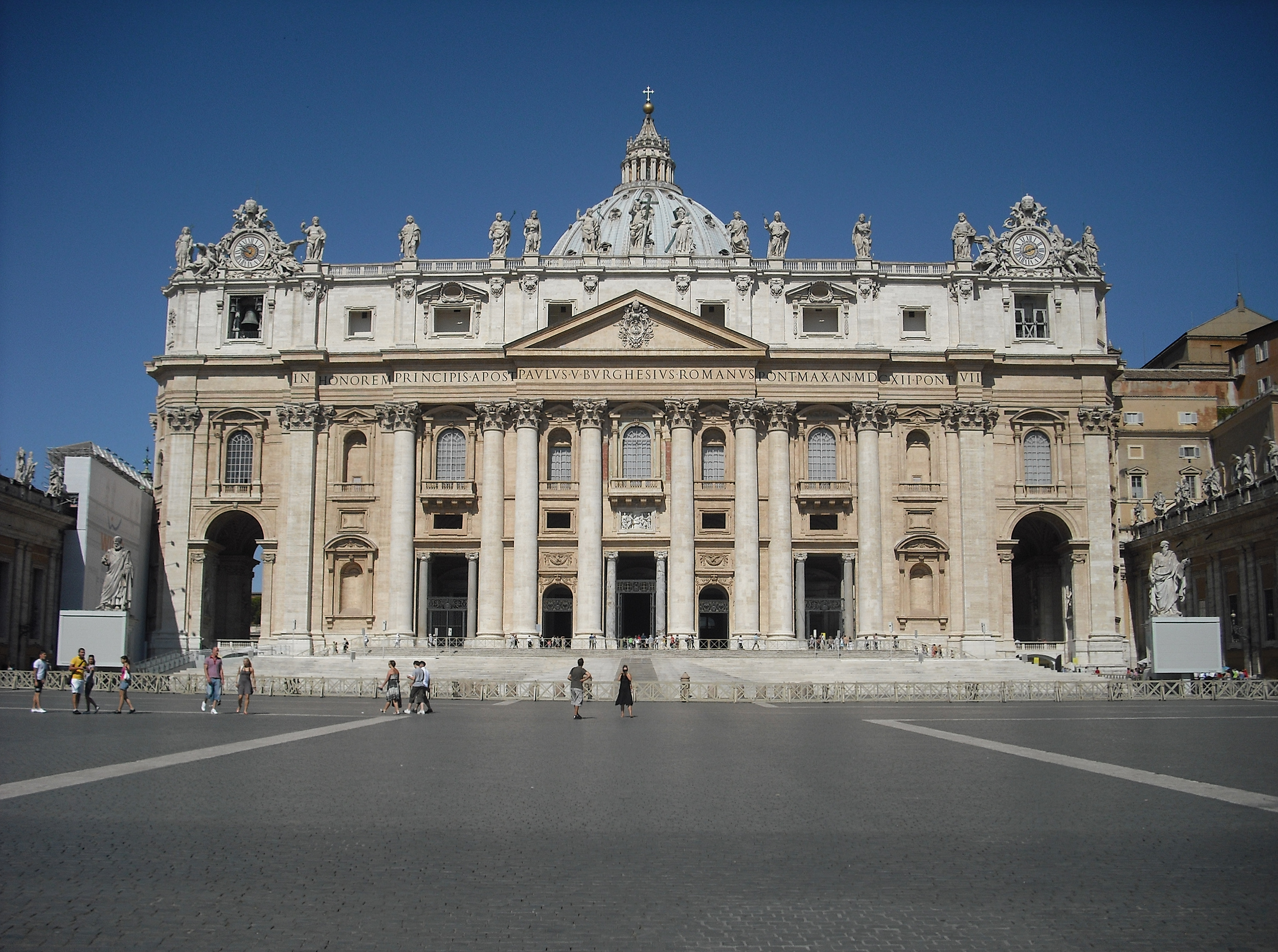
Blick über den Petersplatz auf den trapezförmigen Vorplatz (Piazza Retta) und den Petersdom

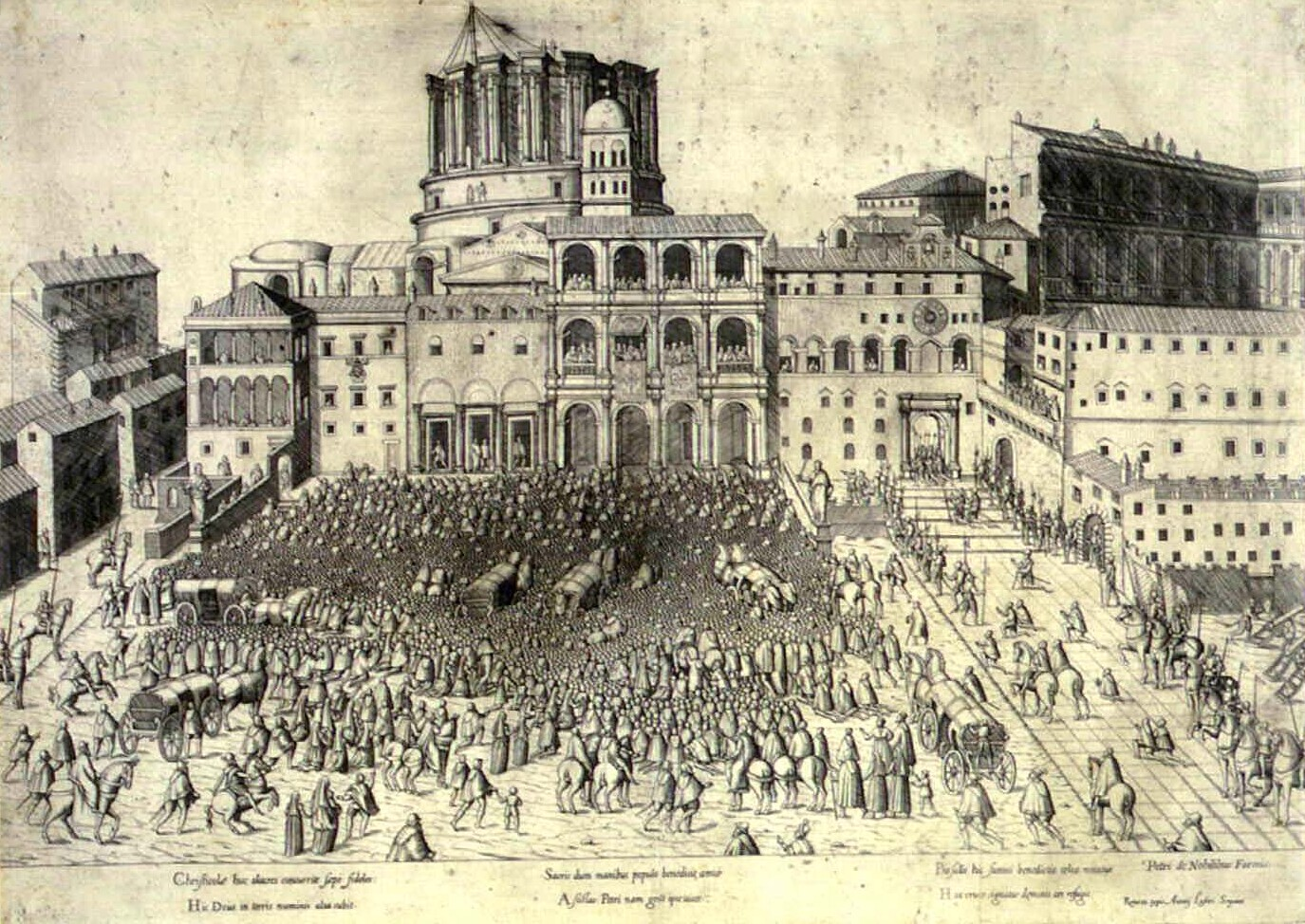
Ansicht des Petersplatz um 1580.
Die Kuppel des neuen Petersdomes ist bereits im Bau. Zu erkennen sind die Benediktionsloggia Pius II. sowie die beiden Kolossalstatuen der Apostel Petrus und Paulus an den Seiten der Aufgangstreppe. Der von Papst Symmachus angelegte Brunnen existierte zu dieser Zeit bereits nicht mehr.

Kaiser Caligula ließ am südlichen Abhang des Vatikanischen Hügels, außerhalb der damaligen Stadtmauer, einen Circus erbauen. Der Überlieferung nach erlitt dort Petrus im Jahr 64 oder 67 unter Kaiser Nero den Märtyrertod.
Am Nordrand des Circus verlief die Via Cornelia, die von Osten kommend aus der Stadt hinaus führte. An der Stelle, an der heute der Hauptaltar des Petersdomes steht, wurde der Überlieferung nach Petrus begraben.

### Der Platz vor der Basilika Alt-St. Peter
Unter Konstantin wurde ein Teil des nördlich an das Gräberfeld anschließenden Hügels abgetragen, um (326) die erste Petersbasilika über der Grabstätte des Apostels zu errichten. Nach Osten war der Basilika ein Atrium, das sogenannte Paradies, vorgelagert, das bis zum östlichen Rand des heutigen Treppenaufgangs reichte. Die Via Cornelia wurde jetzt zur Zugangsstraße aus der Stadt. Die freie Fläche vor der Basilika blieb zunächst ungestaltet.
Papst Symmachus ließ dann Ende des 5. Jahrhunderts auf dem Vorplatz einen Brunnen errichten. Zum ersten Mal wird in dieser Zeit das Gelände vor der Kirche als Platz bezeichnet. Von den Ausmaßen des Platzes zu jener Zeit ist nichts Genaues bekannt.
Auch in den folgenden Jahrhunderten kann von einer planerischen Gestaltung, die über ein Freihalten der Fläche hinausging, noch nicht gesprochen werden. Ende des 5. oder Anfang des 6. Jahrhunderts wurde die Via Cornelia zum Teil durch eine gedeckte Säulenstraße, den Porticus S. Petri, ersetzt. Dieser begann wohl bei der Engelsburg, wo man durch ein Tor, die Porta St. Petri in Hadriano, in ihn gelangte. Diese Portikus war der normale Weg, der zur Basilika führte. Ende des 7. Jahrhunderts ließ Hadrian I. die Säulenstraße sichern und wiederherstellen.

### 15. und 16.Jahrhundert
Um 1400 ließ Papst Bonifatius IX. die Gebäude im Norden abreißen, so dass der Platz jetzt bis an die Leoninische Mauer heranreichte. Unter Nikolaus V. begann dann eine erste Phase der städtebaulichen Planung. Drei von Kolonnaden gesäumte Straßen sollten von der Engelsburg durch das Borgo-Viertel zum Petersdom führen. Die Planung wurde aber nie ausgeführt. Erst unter Pius II. (1458–1464) begann dann die tatsächliche Umgestaltung des Platzes. Pius II. fand den Platz in einem verheerenden Zustand vor. Die Fläche war ungepflastert, die Treppe, die zur Basilika führte, stark beschädigt und die Front der Basilika zum Platz hin ein Sammelsurium aus allen vergangenen Epochen. Pius II., dessen Hauptanliegen der Kampf gegen die Türken war, wollte den Platz für die Überführung der Kopfreliquie des Hl. Andreas vorbereiten. Thomas Palaiologos, der Herrscher von Morea, war vor den Türken geflohen und hatte die Reliquie aus Patras mitgenommen. Pius II. hatte ihm Asyl angeboten, wenn er ihm den Kopf des Apostels bringe.

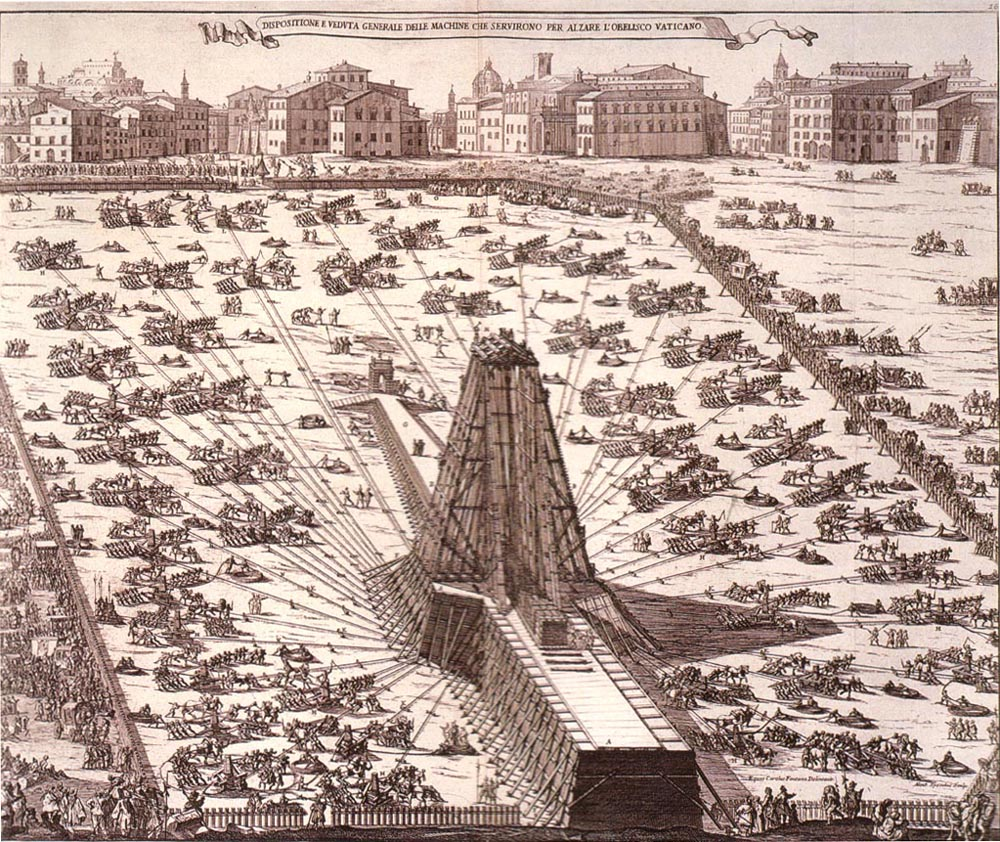
Aufstellung des Obelisken auf dem Petersplatz 1586 mit 900 Arbeitern und 75 Pferden

1460 begannen die Umbauarbeiten mit dem Neubau der Treppe durch Isaia da Pisa. Im März 1461 erhielt Paolo Romano den Marmor für zwei Kolossalstatuen der Apostel Petrus und Paulus. Im November 1461 wurde bereits die Statue des Apostels Paulus am nördlichen Rand der Treppe aufgestellt. Im März 1462 folgte dann am südlichen Rand die Petrusstatue, so dass in der Osterwoche Andreas von den beiden Apostelfürsten begrüßt werden konnte. Ergänzt wurde das Bauprogramm durch die Errichtung einer Benediktionsloggia an der Ostseite der Basilika.
Papst Sixtus V. ließ 1585 einen Obelisken vom Zirkus des Nero auf den Petersplatz bringen und hier 1586 von Domenico Fontana aufstellen. Cesare Borgia, ein Bastardsohn Papst Alexanders VI., der aus der spanischen Familie Borgia stammte, hielt im Jahr 1500 auf dem Petersplatz einen Stierkampf ab, bei dem er sieben wilde Stiere tötete.

### Berninis Planungen und Baugeschichte

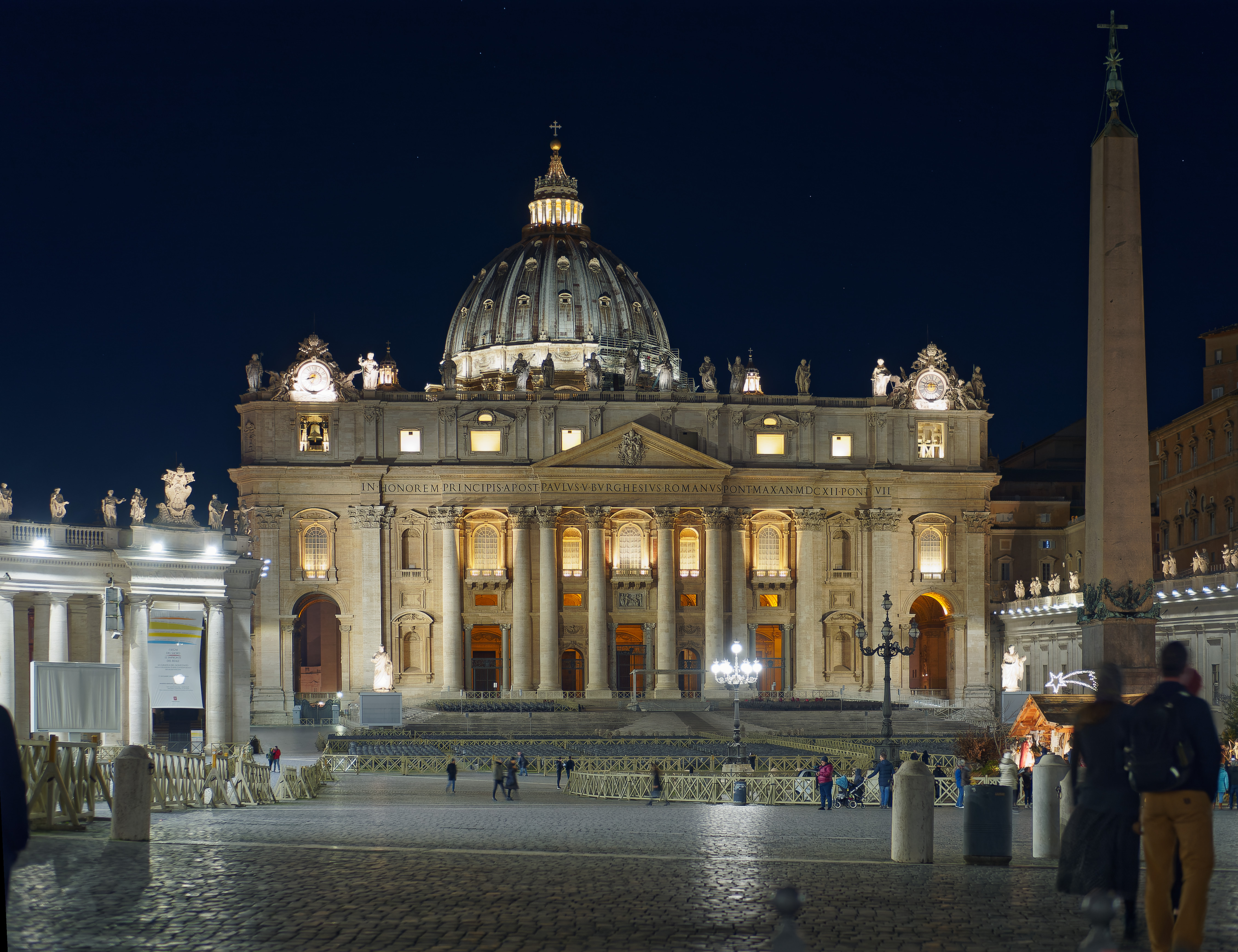
Petersplatz in abendlichem Licht

Papst Alexander VII. (1655–1667) beauftragte 1656  Gian Lorenzo Bernini mit der Planung des Platzes vor der 1614 fertiggestellten Fassade des Petersdomes. Bis 1667 wurden der trapezförmige und der elliptische Teil des Platzes mitsamt den flankierenden Säulengängen gebaut.
Bernini hatte als abschließendes Element des Platzes auf der Ostseite einen weiteren Säulengang als dritten Flügel (terzo braccio) vorgesehen. Durch den Tod Alexanders VII. im Jahre 1667 wurde das Vorhaben jedoch abgebrochen, so dass diese mittleren Kolonnaden nie ausgeführt wurden. Der dritte Säulengang hätte den Zugang zum Petersplatz wie von zwei Kulissen her bewirkt, so dass der aus den Gassen des Borgo Heraustretende sich plötzlich vor einem weiten und dynamischen Raum gesehen hätte, der ihm einen für die Barockzeit typischen Blick mit Überraschungseffekt geboten hätte. Die hohe Bebauungsdichte des Borgos, die den offenen Raum schloss, sorgte dafür, dass dieser Effekt im beschränkten Ausmaß dennoch zustande kam.

### Spätere Änderungen
Der 1936 begonnene und 1950 abgeschlossene Bau der Via della Conciliazione unter Benito Mussolini und die damit einhergehende Zerstörung des Borgo machte den von Bernini geplanten Überraschungseffekt zunichte. In Ost-West-Richtung weist diese Straße in ihrer Sichtachse geradlinig über den Petersplatz zum Portal des Petersdoms.
Im August 2011 begannen umfassende Renovierungsarbeiten des Petersplatzes. Es wurden dabei alle 367 Säulen, 140 Statuen, die Brunnen Clementina und Gregoriana sowie der Obelisk renoviert. Als Dank für die Säuberung der Figuren und architektonischen Elemente wurde eine Bronzeplakette mit Nennung des Baden-Württembergischen Reinigungsgeräte-Unternehmens auf der dem Platz abgewandten Seite der südlichen Kolonnaden angebracht.
Im September 2019 wurde mit der Bronze Angels Unawares eine neue Skulptur auf dem Platz installiert. Das Kunstwerk zeigt eine Gruppe von 140 Migranten und Flüchtlingen auf einem Boot und soll laut Papst Franziskus „an die Herausforderungen der Gastfreundschaft aus dem Evangelium“ erinnern.

## Generalaudienz
Jeden Mittwoch hält der Papst vormittags eine Generalaudienz auf dem Petersplatz. In den Wintermonaten und bei schlechtem Wetter findet sie in der Vatikanischen Audienzhalle statt. Auf dem Petersplatz befinden sich insgesamt vier große Videowände, auf denen die Menschen bei Generalaudienzen und anderen Veranstaltungen die Ereignisse mitverfolgen können.
Am 13. Mai 1981 schoss der türkische Rechtsextremist Mehmet Ali Ağca während einer Generalaudienz auf Papst Johannes Paul II., der dadurch lebensgefährlich verletzt wurde. Heute befindet sich an dieser Stelle ein weißer Gedenkstein aus Marmor. Auf ihm befindet sich das Wappen des Papstes mit dem Datum des Attentates in römischen Zahlen.

## Sicherheit
Laut den Lateranverträgen ist die Republik Italien für die Sicherheit auf dem vatikanischen Petersplatz zuständig. Durchgeführt wird die Überwachung vom „Inspektorates für die öffentliche Sicherheit beim Vatikan“ der Polizia di Stato.

## Abbildungen

Rundumsicht
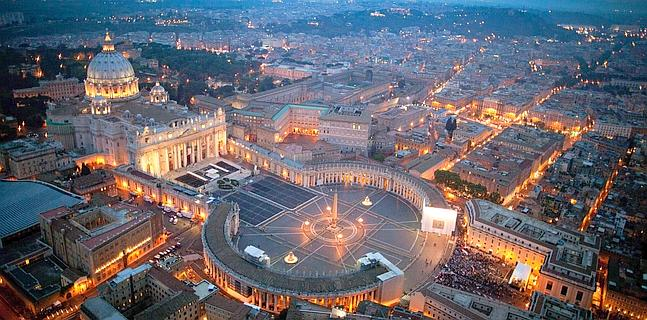
Ansicht des Petersplatzes bei Nacht
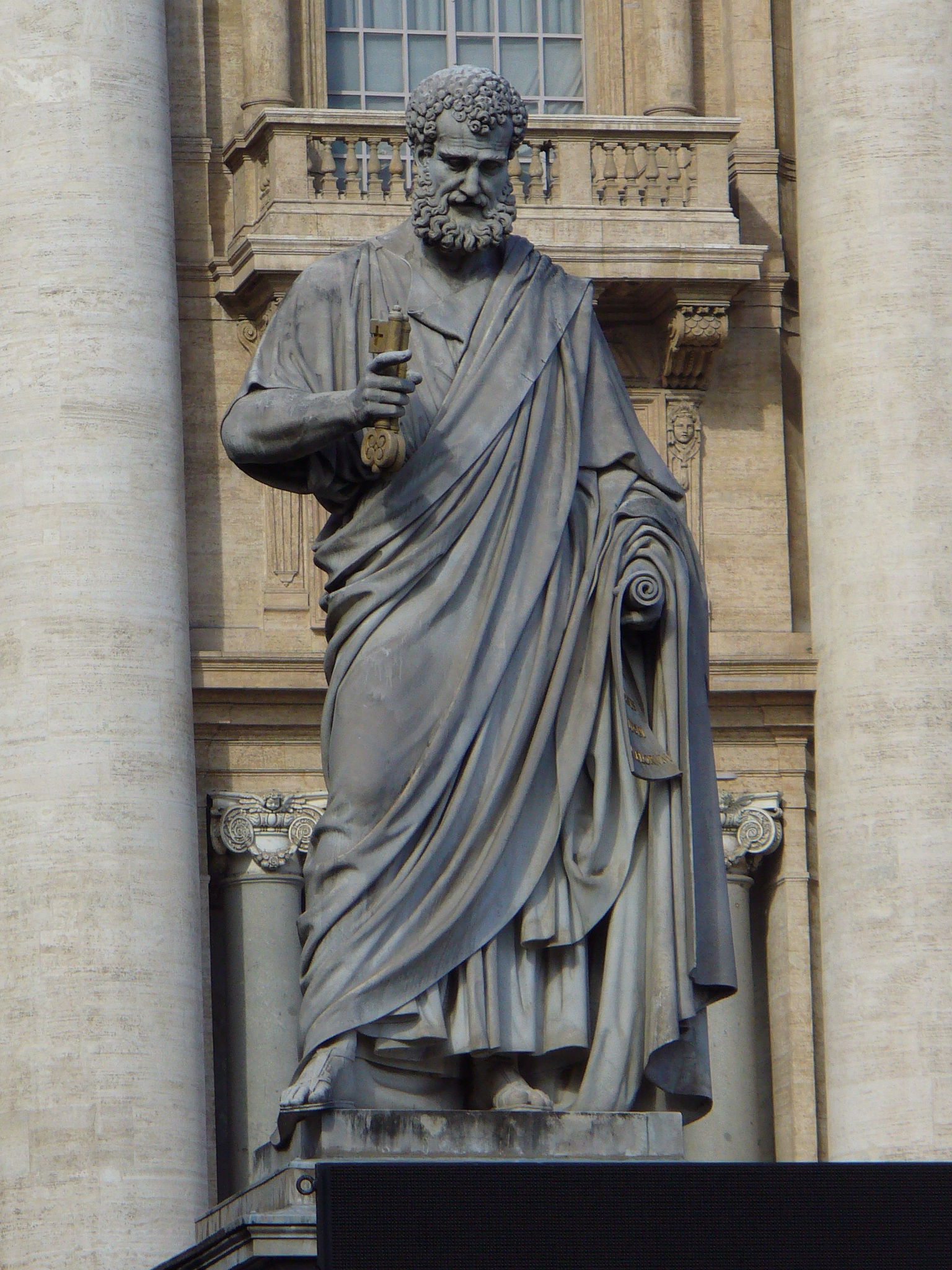
Statue des Apostelfürsten Petrus
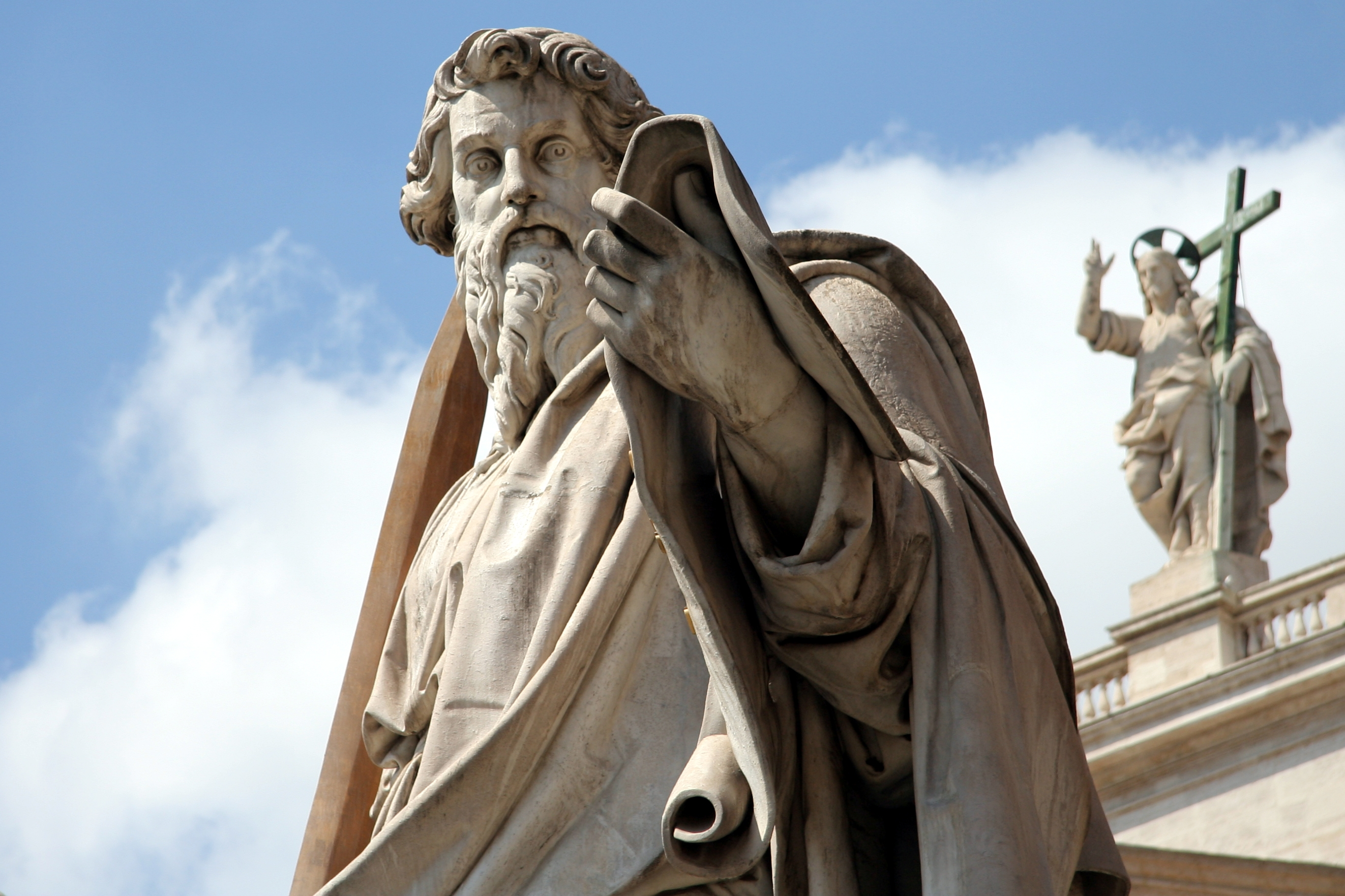
Statue des Apostels Paulus vor dem Petersdom